# Hyophila glaucoviridis
Hyophila glaucoviridis är en bladmossart som beskrevs av Jean Édouard Gabriel Narcisse Paris och Brotherus 1905. Hyophila glaucoviridis ingår i släktet Hyophila och familjen Pottiaceae. Inga underarter finns listade i Catalogue of Life.